# Quesadilla salvadoreña
Las quesadillas de arroz es un postre típico de El Salvador, y popular en Guatemala elaborado de pan dulce {similar a un bizcocho} con harina de arroz, queso blanco duro y cubierto con semillas de sésamo, aunque puede haber diferencias entre países. Es un platillo originario del oriente de Guatemala y se expandió hacia El Salvador, los dos países hermanos disfrutan de la variedad de sus quesadillas de arroz, es normalmente acompañado de chocolate o café.

## Elaboración
Su elaboración se basa primero que nada en separar la clara de la yema de 4 huevos, la clara simplemente se bate, mientras que a la yema se le agregan las 2 tazas de azúcar granulada para de siguiente paso batirlos; como consiguiente es agregar la barra de mantequilla, el queso salvadoreño rallado y la crema salvadoreña {de oriente} para próximamente batirlos e ir agregando los 3/4 leche, dando fin a los lácteos.
Una vez dando fin a los lácteos, se hace la combinación de harina de arroz con polvo de hornear para añadirla a la mezcla, tal como seguidamente se agregarán las claras anteriormente separadas de las yemas.
Una vez dando fin a la mezcla de todos los ingredientes, la mezcla se separará en 2 para cada mitad agregarla a un respectivo molde, donde una vez colocado, se añadirá a la misma el ajonjolí, o bien conocido en el país de origen de la misma como semilla de sésamo. Tras añadir esto último, la mezcla se introducirá en el horno de entre 350f a 200cm, con una duración de entre 30 a 35 minutos, hasta quedar 100% listas.

## Festival de la Quesadilla
En el municipio de Atiquizaya, Ahuachapán, se realiza anualmente el Festival de la Quesadilla. Iniciada en 2016, esta festividad, celebrada durante las fiestas patronales en honor a San Juan Bautista, presenta a diferentes emprendedores vendiendo el postre.
Según la historia del municipio, los pobladores conmemoran el nacimiento de San Juan Bautista haciendo degustaciones de quesadilla con café en el parque San Juan.